# Campsicnemus tunoa
Campsicnemus tunoa är en tvåvingeart som beskrevs av Neal L. Evenhuis 2008. Campsicnemus tunoa ingår i släktet Campsicnemus och familjen styltflugor. Inga underarter finns listade i Catalogue of Life.